# زي ناندو
زي ناندو (بالبرتغالية: Zé Nando) هو لاعب كرة قدم برتغالي في مركز الدفاع، ولد في 21 أبريل 1975 في بينفايل في البرتغال. لعب مع نادي بينفايل.

## وصلات خارجية
- زي ناندو على موقع Soccerway.com (الإنجليزية)